# Педагогіка: орієнтація на успіх
Особистісно орієнтований на успіх тренінг (ООУТ)  — це інструмент для партнерської роботи вчителя та учня, кінцевою метою якої є реалізація освітніх стандартів на основі формування для учня конкретних навчальних цілей. 

## Вступ
Як можна покращити навчання учнів у школі? Сучасний вчитель має можливість застосувати різноманітні педагогічні технології. Ефективність їх використання суттєво впливає на рівень знань учнів. Тому основна увага сучасних педагогічних досліджень сконцентрована на формуванні ефективної методики навчання, яку вчитель зможе застосувати на практиці та отримати гарантований результат.
Педагогічні технології, які фокусуються на потребах учнів і реалізують шляхи підготовки учнів до майбутнього дорослого життя, повинні включати:
- багаті на зміст навчальні шкільні програми;
- залучення інноваційних підходів педагогіки[3], які надають можливості для більш глибокого навчання і врахування потреб учнів;
- достовірні оцінки рівня знань учнів і діяльності вчителя;
- навчальні посібники, які забезпечують успішність освітнього процесу;
- персоналізацію освітнього процесу;
- безперервний процес ухвалення рішень, спрямованих на розв'язання педагогічних завдань і вдосконалення процесу навчання під керівництвом вчителя[4].

Однією з педагогічних технологій, яка відповідає названим вище критеріям є особистісно орієнтований на успіх тренінг (ООУТ). 
Особистісно орієнтований на успіх тренінг (ООУТ) – це інструмент для партнерської роботи вчителя та учня, кінцевою метою якої є реалізація освітніх стандартів на основі формування для учня конкретних навчальних цілей. 
ООУТ усуває невизначеність у результатах процесу навчання, оскільки застосовує чіткі механізми керування освітньою траєкторією учня. 

## Основи ООУТ
ООУТ є елементом, який скеровує учня до успішних навчальних результатів та сполучає місце в освітньому просторі, де учень перебуває, з місцем, де він має перебувати (рис. 1).

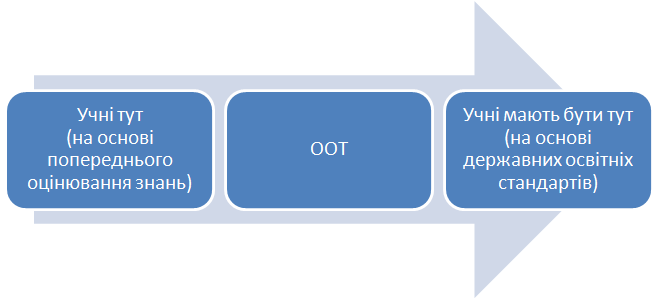
Рис. 1. ООУТ як сполучна ланка в освітньому процесі.

ООУТ ґрунтується на державних освітніх стандартах та використовує дані про результати навчання учнів. Інформація, яку отримує вчитель на основі даних ООУТ, надалі використовується вчителем для ухвалення оптимального рішення про продовження процесу навчання. ООУТ базується на наборі базових педагогічних методів, прийомів, засобів, які підтримують співпрацю вчителя та учнів. Весь комплекс педагогічних інструментів ООУТ спрямований на підвищення рівня знань учнів. Завдяки запропонованій педагогічній технології вчитель та учні працюють як партнери, поділяючи мету створення та виконання педагогічних інструкцій, що дозволяють учням оволодіти знаннями, навичками та вміннями відповідно до чітко визначених державних освітніх стандартів, адже це є однією з основних складових у підготовці учнів до самостійного життя.
Базовими принципами, під час застосування ООУТ, є наступні:
- співпраця будується на основі конкретних цілей навчання, що випливають як наслідки з державних освітніх стандартів;
- відбувається регулярний аналіз робіт учнів;
- зміна в освітній траєкторії ґрунтується на даних про навчальну діяльність учнів;
- взаємодія включає спільне планування та спільне формування інструкцій з навчальної діяльності;
- навчання учня відбувається, як індивідуально, так і в команді;
- співпраця очолюється вчителем з урахуванням потреб учнів.

ООУТ - це відхід від педагогічних технологій, що базуються виключно на активності вчителя або припущенні, що коли вчитель покращить власну методику роботи, тоді навчання учнів поліпшиться також. Є певна логіка в цих підходах, однак непередбачуваний результат застосування таких технологій приводить до великих витрат часу над аналізом вчительської діяльності та до втрати зв'язку з учнями.

## Порівняння моделей ООУТ
Створені моделі ООУТ здійснюють диференційований підхід до навчання учнів. Розрізняють такі моделі: співпраця вчителя з учнями, що добре володіють навичками самостійного навчання; співпраця вчителя з учнями, які частково володіють прийомами самостійного навчання; співпраця, де вчитель виступає в ролі порадника-консультанта. Хоча всі три моделі є різновидами ООУТ, однак вони концентруються на різних аспектах і методиках. Також застосування цих моделей приводить до різних результатів (табл. 1).
Таблиця 1. Порівняльна характеристика моделей ООУТ.
| Більший вплив на учня                   | <--> | <--> | Менший вплив на учня                                                                                   |
| --------------------------------------- | --- | --- | --- |
| Характеристики вчителя-референта успіху | співпраця з учнем, який добре володіє методами самостійного навчання | співпраця з учнем, який частково володіє методами самостійного навчання | співпраця-консультування                                                                               |
| Роль                                    | Вчитель взаємодіє з учнями, щоб побудувати процес навчання, який базується на специфічній множині навчальних цілей.                                                                                               | Вчитель скеровує учнів на реалізацію програми або на оволодіння множиною навичок, знань, вмінь.                                                                             | Вчитель надає підтримку та ресурси учням.                                                              |
| Фокус                                   | Фокусування виконується на використанні даних про учнівські роботи для аналізу прогресу, щоб потім ухвалити зважене рішення про подальші дії: ці дії мають риси диференційованості та доцільності .               | Фокус робиться на діях учнів (що робити та що не робити) і доводиться через пояснення вчителя.                                                                              | Фокус робиться на підтримці учнів в такій формі, яка не викликає спротиву чи заперечення з боку учнів. |
| Використання даних                      | Форматування оціночних даних та учнівських робіт застосовується для побудови методики навчання. Підсумкові оціночні дані застосовують, щоб оцінити прогрес оволодіння знаннями відповідно до освітніх стандартів. | Підсумкові оціночні дані використовуються для залучення учнів до роботи над помилками, яка розглядається як інструмент корекції знань та для ухвалення педагогічних рішень. | Дані рідко застосовуються                                                                              |
| Використання матеріалів                 | Підручники, освітні технології та навчальні програми розглядаються як інструменти для просування учня на наступний, вищий етап навчання                                                                           | Акцентується увага на використанні методів та прийомів навчання в рамках обраних підручників, освітніх технологій та навчальних програм.                                    | Надання інформації та доступу до підручників, освітніх технологій та навчальних програм.               |
| Сприйняття тренера                      | Вчитель є партнером учнів в просуванні їх до оволодіння знаннями відповідно до державних освітніх стандартів. | Вчитель розглядається як особа, яка концентрує увагу учнів на певній множині знань, навичок, вмінь.                                                                         | Вчитель розглядається як дружнє джерело підтримки, яке забезпечує ресурсами в разі необхідності.       |
| Роль взаємозв’язків                     | Довірчі, поважні і колегіальні стосунки є необхідним компонентом для цього типу співпраці. | Довірчі, поважні і колегіальні стосунки є необхідним компонентом для цього типу співпраці.                                                                                  | Довірчі, поважні і колегіальні стосунки є необхідним компонентом для цього типу співпраці.             |

У першій моделі ООУТ акцент робиться на аналізі даних по навчальній діяльності учнів, тоді як друга модель ООУТ базується на принципі: якщо вчитель зробить технічну експертизу вибраних методів навчання, тоді учні зможуть покращити свої знання. У другій моделі ООУТ основна увага приділяється спрямуванню учнів на використання певної програми або набору навчальних методик. Це часто розмиває межу між вчителем-референтом успіху та вчителем- оцінювачем, тому що акцент робиться на "змушувати людей робити речі", які часто створюють недовіру та спротив серед учнів.

Через те, що друга модель ООУТ зосереджена на використанні спеціальних програм та методів, така модель навчання може мати сенс у таких випадках: коли в класі є учні-початківці в контексті рівня підготовки до певного предмету, коли розпочинається вивчення нового предмету або теми, або у ситуації, де вчитель відіграє більшу роль як оцінювач знань та відповідальний за формування звітності про навчальний рівень учнів. Проте навіть у таких ситуаціях важливо пам'ятати, що основна увага моделі, орієнтованої на учнів з частковою самостійністю, полягає не в остаточному оцінюванні учнів, а у впливі на рівень знань цих учнів.

Співпраця, де вчитель є порадником і консультантом, менше акцентується на відповідальності вчителів за остаточні навчальні досягнення учнів, а більше на наданні учням ресурсів та підтримки. Така співпраця часто відчувається учнем як «безпечніша», тому що роль вчителя полягає в тому, щоб зробити життя учнів легшим. І оскільки учні досить швидко призвичаюються до такої співпраці, то їх опір такому підходу урівноважується можливістю учня вибрати собі вчителя-консультанта, з яким буде комфортно співпрацювати. Хоча немає сумнівів, що такий підхід може бути корисним для учнів, він має слабкий вплив на рівень навчальних досягнень учнів.

Модель, яку обирає вчитель, часто залежить від педагогічної підготовки вчителя. Це також може залежати від технічного забезпечення предмету та готовності учнів до співпраці з вчителем. Досить часто вчителям приходиться реалізовувати всі три моделі ООУТ в одному класі або школі за один день. Але одне є важливим: якщо ми дійсно хочемо, щоб наші учні успішно навчалися, тоді процес навчання має орієнтуватись на освітні потреби самих учнів.

## Формувальні оцінки: основа ООУТ
Сказати, що вчитель навчив, коли учні насправді не навчилися, це те саме, що сказати – продавець продав товар, хоч насправді його ніхто не купив. Неможливо дізнатись, чому навчились учні, не витрачаючи години на коригування результатів їх роботи. Слід обов’язково перевіряти розуміння навчального матеріалу учнями безпосередньо під час навчання. Неможливо рухатись далі з невивченим матеріалом, який може накопичуватися, як сніжний ком і, врешті-решт, занурить учня в плутанину і відчай.
Отже, якщо наша мета – формування особистості, готової до здобуття професії або вступу до вишу, тоді вчителі потребують знань та методів для подолання постійного розриву між тим, що розповів вчитель і тим, чому навчились учні. Вчителі зобов’язані відійти від навчання на основі запам’ятовування, і навчити учнів глибоко зв'язати отримані факти та використовувати їх на практиці. Наприклад, при вивченні з історії теми «Початок другої світової війни та її причини» змістити акцент вивчення з фактичного матеріалу про причини, географію подій, статистичні дані, на розвиток вмінь та навичок, які перелічені в освітньому державному стандарті.

## Циклічність ООУТ
Створення ефективного навчання учнів в рамках ООУТ представляє собою унікальний набір викликів. Однією з найбільш поширених проблем є пошук баланс між поглибленою роботою вчителя та його навантаженням. Важливо бути гнучким, коли доводиться планувати свою діяльність в рамках постійного дотримання методики ООУТ, щоб зробити вимірним його вплив на учнів.
Одним з найбільш вдалих підходів до вирішення проблем, пов'язаних з дефіцитом вчительського часу – це зосередження більшої його частини на навчанні команди учнів, а не окремих осіб. Використовуючи час на роботу з командою, вчителі можуть охопити більше учнів за менший час. Кількість учнів в команді залежить від обсягу навчального матеріалу, підготовленості учнів до самостійної роботи та роботі в команді.
Також важливою є тривалість навчальних циклів. Тривалість циклу зумовлюється обсягом навчального матеріалу. Зазвичай, одну навчальну тему учні вивчають за 6 тижнів. Якщо ж тема є великою, то її можна розділити на менші частини по 3-4 тижні. Критерії, які допоможуть вчителю вибрати тривалість навчального циклу, є наступними:
- якщо вчитель фокусує увагу учнів на важливих аспектах теми (наприклад, на методах розв’язування задач з подальшим вимірюванням результатів по кожному методу), тоді учні можуть досягти навчальної мети протягом меншого періоду часу;
- якщо учні мають високу рівень з предмету і не витрачають часу на надбання базових знань, навичок, вмінь, то має сенс зменшення тривалості навчального циклу;
- якщо цикл стосується вдосконалення наявних вмінь і навичок учнів і є міцна основа для подальшого навчання, вчитель може зменшити тривалість вивчення матеріалу.

Впровадження стисненої моделі для навчальних циклів дозволить учню або команді учнів вивчити глибше матеріал, акцентуючи увагу на складніших його частинах.

## Перехід до фокусу в ООУТ
Вчителі часто розглядають педагогічні методи як засоби впливу на учнів, а не як інструменти співпраці з ними. Отже, перший крок під час використання ООУТ має включати деяке перенаправлення на учнівські цілі, що засновані на освітніх стандартах. Щоб зосередитись на таких цілях, корисно планувати вчительську діяльність, починаючи з фраз: «Учні будуть…» та "Учитель буде…". При цьому слід пам’ятати, що цілі для навчання учнів, як правило, мають специфічний зміст і базуються на державних освітніх стандартах. В той час, як цілі вчителя є менш специфічними і зосередженні на застосуванні оптимальних педагогічних методів, прийомів.
Зосередження уваги на навчальному циклі, на навчальних цілях учнів доповнюється питанням застосування ефективних педагогічних технологій. Впродовж навчального циклу є багато можливостей вибрати різні навчальні технології – важливий аспект полягає в тому, щоб ці технології вибирались на підставі навчального контексту, яким учні повинні оволодіти, а не абстрактно. Використовуючи ООУТ, вчитель створює навчальне середовище, що мотивує учнів на освітнє зростання, оскільки навчальна траєкторія учня будується на принципі: як робити те, що найкраще для учнів, а не те, що вони повинні робити.
У таблиці 2 наведено порівняння цілей навчання учнів та вчителів. Цілі навчання для учнів випливають із державних стандартів, тоді як цілі навчання вчителів базуються на ефективних методиках навчання.

Таблиця 2. Порівняння цілей навчання учнів та вчителів.
| Мета навчання учнів | Мета навчання вчителів |
| --- | --- |
| Учні будуть доводити геометричні теореми алгебраїчно, використовуючи координати.                                                        | Вчителі створять вправи для розминки, виходячи з того, що учні повинні дізнатись про координати. Це дозволить оптимізувати час, необхідний учням для переходу до вивчення теми |
| Учні наводять текстові докази своїх гіпотез, аналізуючи текст підручника, а також формулюють висновки на основі прочитаного.            | Вчителі використовуватимуть явне моделювання форм мислення, щоб продемонструвати учням, як ідентифікувати та подати докази на основі текстового матеріалу.                     |
| Учні порівнюють і протиставляють інформацію, отриману в ході експериментів, з інформацією, отриманою при читанні тексту по тій же темі. | Вчителі використовуватимуть різноманітні дидактичні матеріали або ІКТ для підтримки учнів, коли останні навчаються порівнювати та протиставляти інформацію.                    |

## Аналіз даних про роботу та оцінку учнів
Учнівська робота є основою технології ООУТ, тому що вона забезпечує вчителів релевантними даними про рівень засвоєння навчального матеріалу учнями відповідно до державних стандартів. Такий підхід дозволяє визначити та контролювати, де учні знаходяться в будь-який момент часу на власній освітній траєкторії. ООУТ постійно тримає вчителя та учнів у циклі «план-навчання-план», який включає в себе рефлексію навчальних досягнень учнів. Технологія ООУТ створює систему і структури контролю навчання учнів на кожному етапі навчання.
Контроль за рівнем досягнення учнями державних стандартів включає в себе написання учнями контрольних та самостійних робіт, виконання письмових та усних тестів, виконання індивідуальних, групових та колективних перевірочних робіт, розв’язання стандартних та творчих задач, виконання завдань індивідуально та командно. По-перше, учнівська робота служить інструментом, який допомагає вчителю зосередитись на проблемних питаннях. По-друге, дозволяє створити диференційовані інструкції для учнів, що найбільш сприяє вирішенню навчальних потреб учнів.

До того ж, аналіз учнівських робіт дозволяє зібрати безцінні дані про ефективність використання педагогічних методів та прийомів. Спостерігаючи і зауважуючи, що учні роблять під час досягнення навчальних цілей, вчитель може ухвалювати обґрунтовані рішення під час вибору наступних кроків у навчанні.

## Збір базових даних
Під час вивчення навчального матеріалу учні повинні вже володіти певним набором знань, умінь та навичок. ООУТ передбачає, що вчитель має провести збір даних про рівень базової підготовки учнів. Для цього складаються завдання, виконавши які учні демонструють свою підготовку для подальшого роботи. Вчитель має проаналізувати результати виконання цих завдань. Це дозволяє вчителю вибрати ті методи навчання, які відповідають рівню підготовки учнів та забезпечують учням досягнення визначених у програмі державних стандартів. 

Під час такої попередньої перевірки до базових знань відносять як знання з предмету, який викладає вчитель, так і необхідні знання з інших предметів - це забезпечує інтегрований підхід у навчанні. На цьому етапі корисною є співпраця вчителів, чиї предмети перетинаються під час вивчення певної теми. Ця співпраця може мати вигляд консультацій для учнів (реалізація третьої моделі ООУТ) або інтегрованих уроків.

## Навчальний дизайн на основі даних
Після отримання даних та їх аналізу розробляється диференційована інструкція для учнів. Доцільно вибрати форму завдань такою, яка використовувалась на етапі збору даних. Також завдання повинні містити елементи, виконуючи які учні вдосконалюватимуть базові знання та опановуватимуть нові для себе навички та уміння. Доцільно включити в інструкції для учнів завдання творчого характеру та завдання, які виконуються в команді.

Паралельно з підготовкою завдань вчитель може відвідати уроки вчителів-колег, на яких спостерігатиме, як учні використовують аналогічні знання, навички під час своєї роботи.

По завершенню навчального циклу виконується оцінювання учнів. Ця оцінка порівнюється з тією, яку учні мали на початку циклу. Таким способом визначається ріст навчальних досягнень учнів, необхідність освітньої підтримки окремих учнів, рівень досягнення державних освітніх стандартів.

Проведений аналіз результатів дає змогу вчителю не тільки акцентувати свою роботу на викладенні навчального матеріалу відповідно до програми, але й удосконалити методику викладання через вибір оптимальних методів навчання та диференціації завдань з певної теми. Крім того, проведення аналізу дозволяє вчасно привернути увагу вчителя до учнів, які потребують додаткової педагогічної підтримки.

## Особливості проведення навчального циклу
Створення культури високих очікувань і продумана рефлексія часто є першим кроком в ООУТ. У класах, де освітні очікування є високими, попит на вчителів-референтів успіху теж високий. Але у протилежному випадку - коли мало хто чекає від учнів високих результатів, вчителям-референтам успіху важко залучити учнів до навчання.

Це вказує на те, що не потрібно розглядати ООУТ, як технологію, яка вирішує всі проблеми; замість цього слід розглядати описану технологію як важливий компонент в рамках педагогічної системи, спрямованої на забезпечення успіху кожного учня. ООУТ - це один з елементів у цій системі, який включає в себе наступні суттєві компоненти для просування учня до успіху вздовж освітньої траєкторії:

навчально-орієнтована та орієнтована на взаємодію шкільна культура, в якій беруть участь всі члени шкільної спільноти, щоб займатися тим, 
- що найкраще підходить для учнів;
- лідерство, на якому зосереджено увагу і яке націлює вчителів на відповідальність за те, щоб учні оволоділи освітніми стандартами;
- система оцінювання на основі даних, яка відстежує навчання студентів і створює можливості для зміни інструкцій з метою задоволення потреб учнів;
- високоякісне навчання, яке диференціюється і ґрунтується на необхідних знаннях і навичках;
- навчання, яке надає учням підтримку в плануванні своєї навчальної діяльності та підготовці до оцінювання знань відповідно до вимог державного стандарту, щоб в подальшому учні змогли підготуватись до здобуття кар'єри або навчання в виші.

У школах, де вчитель та учні працюють в партнерстві, ООУТ стає інструментом для самореалізації вчителя, покращення вчительської методики і, найголовніше, підвищення рівня навчання учнів. Коли учні мають чіткі цілі у покращенні свого рівня знань, вони розуміють, що їх вчитель є безцінним партнером в цьому процесі, є референтом успіху.

## Інструменти та методи
Під час проведення всіх етапів навчального циклу вчитель проводить багато спостережень, аналізує їх результати. Для документування цих результатів бажано використовувати інструменти, що полегшують роботу з інформацією. Такими інструментами можуть бути результати анкетування, інтелектуальні карти, організаційні діаграми та журнали тренінгу. Форму та зміст цих журналів вчитель може адаптовувати та налаштовувати відповідно до контексту своєї роботи. Нижче наведено приклади журналів, які можуть допомогти в роботі вчителя-референта успіху. Ці журнали можуть використовуватись окремим вчителем або в командній роботі.

Журнал тренінгу: постановка навчальних цілей для учнів.
1. Яка мета навчання учнів у цьому навчальному циклі?
2. Які вимоги державного освітнього стандарту? Як поставлені цілі з'єднати з державними освітніми стандартами?
3. Яким є рівень підготовки учнів відповідно до поставлених навчальних цілей?
4. Коли завершується підготовчий етап циклу і що будемо робити далі?

Журнал тренінгу: створення плану оцінювання.
1. Як ми оцінимо учнів, щоб показати їх зростання протягом циклу тренінгу? (Примітка. Можна використовувати наявну шкалу оцінювання або створити свою власну.)
2. Скільки необхідно часу для збору даних про попереднє оцінювання?
3. Коли дані, які ми збираємо, мають бути проаналізовані?

Журнал тренінгу: документування отриманих даних.
1. Які студенти були оцінені? Додати використану копію оцінювання.
2. Скільки студентів виконало завдання, відповідно до обраної системи оцінювання?
_______% учнів, виконали на_____________ рівні, як визначено за системою оцінювання.
3. На підставі даних ухвалити рішення, якими є наші плани у подальшому навчанні?
4. Чи вказують дані на будь-які способи, за якими ми повинні диференціювати навчання для учнів? Якщо так, то як?
5. Коли дані мають бути задокументовані і які будуть наші подальші кроки?

Журнал тренінгу: Створення інструкцій і моніторинг навчання учнів.
1. Як учні просуваються до навчальних цілей? Які є свідчення про результати роботи учнів?
2. Які наступні інструкції для навчання?
3. Що ми повинні робити з учнями, що не просуваються вперед?
4. Коли інструкції мають бути створені і що будемо далі?

Журнал тренера: Вимірювання впливу навчального циклу.
1. Які учні були оцінені? Додати копію використаної системи оцінювання.
2. В результаті навчального циклу, скільки учнів виконало завдання?
________% учнів, виконаних на _________ рівні, як визначено за системою оцінювання.
3. Чи вказують ці дані на наступні кроки в освітній траєкторії учня?
4. Яку підтримку учню все ще потрібно надати від вчителя?

## Висновок
Технологія ООУТ ставить на меті отримати кінцевий освітній продукт у вигляді соціально адаптованої особистості – особистості, яка готова здобувати професію, незалежно від географічного, економічного чи соціального фактору. Вчителю доводиться багато витрачати ресурсів на планування та активну діяльність під час реалізації технології ООУТ. Однак, наведена технологія дозволяє учням оволодіти знаннями відповідно до державних освітніх стандартів завдяки регламентованості та вимірності етапів співпраці вчителя та учня.

Використання ООУТ, описаного в цій роботі, встановлює партнерство між вчителем як референтом успіху і його учнями. Маючи чітку мету у навчанні учнів і використання учнівських робіт для моніторингу прогресу та планування навчання, ООУТ скеровує учнів робити те, що є практично значимим на кожному кроці освітньої траєкторії кожного учня.